# شهرستان سالین (کانزاس)
شهرستان سیلین، کانزاس (به انگلیسی: Saline County, Kansas) شهرستانی در ایالات متحده آمریکا است که در کانزاس واقع شده‌است.